# Нарди, Якопо
Якопо Нарди (итал. Jacopo Nardi; 1476 — предположительно 11 марта 1563) — итальянский флорентийский историк.
Занимал различные важные должности на службе Флорентийской республики после изгнания Медичи в 1494 году и даже по возвращении этого рода на родину в 1512 году оставался на государственной службе. В 1527 году был послом в Венеции и присоединился к движению за очередное изгнание семьи и сыграл важную роль в разгроме войска Медичи под командованием кардинала Пассерини, атаковавшего Палаццо Веккьо. Когда Медичи вновь стали править Флоренцией в 1530 году, был изгнан из города, а его имущество конфисковано.
Остаток своей жизни провёл в различных областях Италии, главным образом в Венеции, и написал письмо протеста против высылки его из Флоренции Медичи, адресованное императору Карлу V. Точная дата его смерти неизвестна.
Кроме сатирических стихотворений и комедии «Amicizia» (1494), написанной стихами «sciolti» (итал. verso sciolto), перевёл Тита Ливия (Венеция, 1554), с комментариями, а в старости написал «Istorie della Città di Firenze» (Флоренция, 1580 и Лион, 1580), охватывающую период времени с 1498 по 1538 год и в значительно степени основанную на дневниках Бьяджо Буонаккорси (нем. Biagio Buonaccorsi), где выступал противником Медичи.